# دييغو سول
دييغو سول هو لاعب كرة الصالات ‏ ولاعب كرة قدم برازيلي، ولد في 31 يوليو 1984 في ساو باولو في البرازيل. لعب مع نادي كورينثيانز.